# Lusore
Lo scolo Lusore è un corso d'acqua del Veneto.
Nasce nei pressi di Borgoricco, in provincia di Padova, e prosegue in direzione sud-est toccando Campocroce, Scaltenigo, Marano Veneziano, Borbiago e Oriago. Sfocia infine nella Laguna Veneta presso Porto Marghera (unendosi al canale "Resta d'aio").